# Franz Metz
Franz Metz (n. 24 decembrie, 1955, Darova, România) este un organist, muzicolog istoriograf și dirijor german născut în Banat, cercetător în domeniul istoriografiei muzicale din spațiul dunărean, în special din România, Ungaria și Jugoslavia.

## Biografie
Primele studii muzicale le-a întreprins cu tatăl lui, organistul Martin Metz la Lugoj iar pianul și solfegiul, cu Clara Peia și Josef Willer. Franz Metz este absolvent al secției de orgă a Conservatorului "Ciprian Porumbescu" din București, astăzi Universitatea Națională de Muzică, clasa profesoarei Lidia Sumnevici. A avut ocazia să-i întâlnească în tinerețe pe Josef Gerstenengst, organistul catedralei Sf. Iosif din București, cât și pe Franz Xaver Dressler, organist la Sibiu.
Debutează în 1977 pe orga Walcker a Ateneului din București. Se reîntoarce la Lugoj unde predă pianul la Școala de Muzică până în 1981, punând totodată și bazele unei orchestre de cameră.  

## Activitate
Franz Metz a debutat ca și organist concertist la Timișoara  în 1975, fiind angajat organist și cantor la Biserica romano-catolică din Elisabetin, la Biserica Millenium și la Catedrala Sfântul Gheorghe din Timișoara.  
A debutat ca dirijor cu Anotimpurile de J. Haydn cu corul „Franz Schubert“ al comunității germane din Timișoara, pe care l-a condus între anii 1983-1985.
Franz Metz a concertat cu filarmonicile din țară și de peste hotare, cum ar fi în Republica Democrată Germană, Cehia și Austria.
Incepând cu 1985, după plecarea în Germania, Franz Metz continuă vocația de organist și cantor, reluând seria concertelor de orgă prin Europa. 
Se va dărui între timp muzicologiei istoriografice, cercetării vieții muzicale a germanilor din Banatul istoric. 

### Dirijor
Franz Metz a dirijat orchestre de cameră, unele fiind înființate chiar de el:
- orchestra de cameră din Lugoj
- orchestra de cameră din Hechingen (1987)
- orchestra de cameră Banat (1987)
- ansamblul Musica Banatica (1995)
- corul Banater Chors din München (2000)

Sub bagheta lui Franz Metz au putut fi auzite primele audiții ale unor lucrări simfonice:
- Michael Haydn - Sechs Salve Regina,[2] komp. 1760; Missa Trinitatis, Temeswar 1754; Missa Sanctae Cyrilli et Methodii, Wien 1758,
- Franz Limmer - Requiem, Missa Solemnis, Justus ut palma florebit, Cvartet de coarde, Uvertura la Opera „Die Alpenhütte“,[3]
- Conrad Paul Wusching - Missa brevis,[4]
- Richard Oschanitzky - Missa brevis, Ave Maria, Sieben Gesänge um Wort, Licht und Heil - Șapte cântece pentru cuvânt, lumină și mântuire;[5]

cât și înregistrări ale acestor opere cu orchestrele filarmonice din Timișoara și Oradea.

### Organist
Organistul Franz Metz a contribuit la primele oficializari ale concertelor de orgă în perioada României Socialiste la. Timișoara (1981), Arad (1983) și biserica Maria Radna (1983).
Au avut loc concerte în prima audiție a unor lucrări de orgă de Andreas Porfetye, Liviu Glodeanu, Sigismund Toduță, Franz Metz, Richard Oschanitzky, Guido von Pogatschnigg,  Gheorghe Firca și George Enescu. A ținut concerte de orgă în România, Ungaria, Austria, Germaniq, Italia și Franța.
Banatul îi datorează înregistrări de lucrări pentru orgă pe aceste instrumente  istorice din regiune.
Franz Metz este și întemeietor al festivalului de orgă din Timișoara între anii 1991-1998. În primii ani, festivalul s-a numit Zilele Muzicii de Orgă, pentru ca ulterior, să i se atribuie o nouă denumire, Festivalul Internațional Zilele Muzicii de Orgă, datorită oaspeților de peste hotare. De la ediția a VI-a, a primit numele de Timorgelfest - Zilele Muzicii de Orgă din Banat.

### Muzicolog
Franz Metz este colaborator al Lexiconului de muzică MGG-Die Musik in Geschichte und Gegenwart  (Bärenreiter), președintele Asociației muzicienilor bănățeni din Germania din 1991, cercetător muzicolog la Institut für Deutsche Musik im Osten  Bergisch Gladbach și președintele societății Gesellschaft für deutsche Musikkultur im südöstlichen din München.

## Publicații
Activitatea publicistică legată de muzica bisericească și cultă în limba germană este impresionantă și poate fi urmarită  în secțiunile aferente ale articolului dedicat lui Franz Metz.  Marea majoritate din lucrări sunt tipărite la Editura EMS-Edition Musik Süd-Ost din München.
Selecție:
de Metz, Franz: Te Deum laudamus. Beitrag zur Geschichte der Banater Kirchenmusik (Contributie la istoria muzicii bisericești din Banat). ADZ-Verlag, Bukarest / Edition Musik Südost, München 1995.
de Metz, Franz: Johann Michael Haydn. Seine Beziehungen zur Dommusik in Temeswar und Großwardein (Legăturile sale cu muzica la Dom în Timișoara și Oradea) (1997), ISBN 978-3-939041-03-0
de Metz, Franz: Von Liedertafeln und Gesangvereinen im Banat (2005), ISBN 978-3939041047
de Metz, Franz: Der Temeswarer Philharmonische Verein 1871. Eine Chronik südosteuropäischer Musikgeschichte 1850-1950., Edition Musik Südost, München, 2005, ISBN 978-3-939041-00-9
de Metz, Franz: Eine Reise in den Orient. Johann Strauss und seine Konzerte im Banat, in Siebenbürgen und in der Walachei. ADZ-Verlag Bukarest, Edition Musik Südost, 1999, ISBN 973-98318-7-7
de Metz, Franz: Das Kirchenlied der Donauschwaben. Eine Dokumentation des Kirchenliedes der deutschen Katholiken Südosteuropas., München 2008, ISBN 978-3-939041-13-9
de Metz, Franz: Josef Brandeisz und das Temeswarer Musikleben, Edition Musik Südost, München, 2016, ISBN 978-3-939041-24-5